# Snjeguljica (2025.)
Snjeguljica (eng. Snow White) je američki glazbeni fantastični film iz 2025. godine, redatelja Marca Webba i scenarista Grete Gerwig i Erin Cresside Wilson. Produciran od strane Walt Disney Pictures i Marc Platt Productions. Film je igrani remake Disneyjevog animiranog filma Snjeguljica i sedam patuljaka iz 1937. godine, koji se ujedno djelomično temelji na bajci Snjeguljica i sedam patuljaka braće Grimm iz 1812. godine. U glavnim ulogama glume Rachel Zegler kao Snjeguljica i Gal Gadot kao Zla kraljica.
Planovi za remake Snjeguljice i sedam patuljaka iz 1937. potvrđeni su u listopadu 2016., a Wilson je najavljena kao scenaristica. Webb je ušao u pregovore o režiji filma u svibnju 2019., a za redatelja je najavljen u rujnu iste godine. Snimanje se odvijalo prvenstveno u Pinewood Studios u Engleskoj od ožujka do srpnja 2022., a dodatno snimanje i popravci odvijali se u lipnju 2024. Film je izazvao kontroverze prije prikazivanja, s kritikama upućenim Zeglerovoj otvorenosti tijekom štrajkova SAG-AFTRA 2023., promjenama u priči i odabiru glumaca daltonista, kao i glumcima bez patuljastog rasta koji glume izvorno patuljaste likove.
Film je objavljen u Sjedinjenim Državama od strane Walt Disney Studios Motion Pictures 21. ožujka 2025.

## Glumačka postava i sinkronizacija
| Lik                  | Sinkronizacija         | Glumica                  |
| -------------------- | ---------------------- | ------------------------ |
| Snjeguljica          | Nika Turković          | Rachel Zegler            |
| Zla kraljica         | Nataša Janjić Medančić | Gal Gadot                |
| Jonathan             | Jan Kovačić            | Andrew Burnap            |
| Tupko                | Tit Emanuel Medvešek   | Andrew Barth Feldman     |
| Stidljivko           | Fabijan Komljenović    | Tituss Burgess           |
| Ljutko               | Mario Kovač            | Martin Klebba            |
| Kihavko              | Igor Drvenkar          | Jason Kravits            |
| Srećko               | Ronald Žlabur          | George Salazar           |
| Učo                  | Adalbert Turner        | Jeremy Swift             |
| Pospanko             | Nikola Marjanović      | Andy Grotelueschen       |
| Lovac                | Boris Barberić         | Ansu Kabia               |
| Čarobno ogledalo     | Domagoj Janković       | Patrick Page             |
| Kvig                 | Goran Vrbanić          | George Appleby           |
| Farno                |                        | Colin Michael Carmichael |
| Scythe               |                        | Samuel Baxter            |
| Finch                |                        | Jimmy Johnston           |
| Maple                |                        | Dujonna Gift             |
| Bingley              |                        | Idriss Kargbo            |
| Norwich              |                        | Jaih Betote              |
| Good King            |                        | Hadley Fraser            |
| Good Queen           |                        | Lorena Andrea            |
| young Lonely Girl    |                        | Freya Mitchell           |
| adult Lonely Girl    |                        | Zoe Athena               |
| Captain of the Guard |                        | Adrian Bower             |
| Guard Paul           |                        | Felipe Bejarano          |
| Guard Matthew        |                        | Simeon Oakes             |
| Guard William        |                        | Joshmaine Joseph         |
| Guard Arthur         |                        | Chike Chan               |
| Lily                 |                        | Victoria Alsina          |

## Glazba
Tekstopisci Benj Pasek i Justin Paul, koji su prethodno napisali tekstove za dvije nove pjesme za Disneyjev remake Aladina iz 2019., trebali bi napisati nove pjesme za film, za koji se očekuje da će sadržavati i pjesme iz originalnog filma, Franka Churchilla i Larryja Moreya, uključujući "Sad svi zazviždimo" ("Whistle While You Work"), što je potvrdio Zegler.

## Distribucija
Tijekom prezentacije D23 Expo 2022. najavljeno je da će Snjeguljica biti objavljena 2024. godine. Dana 15. rujna 2022. najavljeno je da će film imati datum izlaska 22. ožujka 2024. Međutim, u listopadu 2023. film je odgođen za godinu dana do 21. ožujka 2025., a Disney je tvrdio da je to zbog štrajka SAG-AFTRA 2023.

## Vanjske poveznice
- Snjeguljica u internetskoj bazi filmova IMDb-a